# إستير فيلار
إستير فيلار (بالألمانية: Esther Vilar) (و. 1935  م) هي عالمة نفس، وكاتِبة، وعالمة اجتماع ألمانية، ولدت في بوينس آيرس.

## وصلات خارجية
- إستير فيلار على موقع IMDb (الإنجليزية)
- إستير فيلار على موقع مونزينجر (الألمانية)
- إستير فيلار على موقع ميوزك برينز (الإنجليزية)
- إستير فيلار على موقع ديسكوغز (الإنجليزية)
- إستير فيلار على موقع كينوبويسك (الروسية)
- إستير فيلار في قاعدة بيانات الأفلام على الإنترنت